# René Sneyers
René Victor Gustave Joseph Sneyers (Gembloers, 6 april 1918 – Brussel, 26 augustus 1984) was een Belgisch chemicus.

## Studies en vorming
René Sneyers, volgde Paul B. Coremans op als de tweede directeur van het Koninklijk Instituut voor het Kunstpatrimonium (KIK). Hij behaalde in 1941 het diploma in de Wetenschappen (scheikunde) aan de Vrije Universiteit van Brussel. Datzelfde jaar liep hij stage bij het Brussels Intercommunaal Laboratorium en begon hij met het schrijven van een doctoraatsthesis. Deze moest hij echter stoppen omdat de universiteit van 1942 tot 1944 door de bezetter gesloten werd. Gedurende deze jaren kreeg hij de kans om onder Paul Coremans chemisch-analytisch onderzoek te doen bij het Centrale laboratorium van de Solvay maatschappij.

## Biografie
In 1947 nam Coremans hem in dienst als hoofd van het laboratorium van het pas opgerichte Centraal Iconografisch Archief voor Nationale Kunst en Centraal Laboratorium der Belgische Musea (CAL). Coremans stond aan het hoofd van dit instituut dat in 1957 zou worden omgedoopt tot het huidige KIK.
René Sneyers nam deel aan het wetenschappelijk onderzoek van Het Lam Gods (Gebroeders Van Eyck), dat van 1950 tot 1951 door het CAL onderzocht en gerestaureerd werd. Hij schreef in samenwerking met de restaurateur Albert Philippot twee belangrijke hoofdstukken van l’ Agneau mystique au laboratoire. Deze publicatie was revolutionair vanwege de interdisciplinaire samenwerking tussen kunsthistorici, chemici en restaurateurs. De samenwerking tussen Sneyers en Philippot werd voortgezet bij het onderzoek en de behandeling van andere schilderijen van o.m. Dirk Bouts, Hans Memling, Justus van Gent en Peter Paul Rubens.
Eind jaren 50 nam de behoefte aan onderzoek naar de veroudering en conservatie van gebouwen en beeldhouwwerken uit steen toe. Coremans vertrouwde deze opdracht toe aan Sneyers en stuurde hem naar Parijs om daar de methoden die werden toegepast bij de reinigingswerken van de gevels te bestuderen. Bij terugkomst introduceerde hij in België een techniek om gevels schoon te maken door middel van bevloeiing met water. Hij zette zijn studie voort door contact op te nemen met 67 specialisten in 32 landen. De opgedane kennis zette hij onder andere in tijdens verschillende congressen georganiseerd door ICOM en voor het oprichten van een wetenschappelijk comité “gesteenten” voor ICOMOS België. Bovendien werd hij door Unesco als expert geraadpleegd bij de conservatie van de Akropolis van Athene. Wat betreft het KIK heeft Sneyers een belangrijke rol gespeeld bij de verwezenlijking van het nieuwe gebouw dat in 1962 officieel geopend werd. Hij was verantwoordelijk voor het technisch concept en de realisatie daarvan. Gedurende 5 jaar heeft hij in samenwerking met de architect Charles Rimanque, al zijn energie in deze taak gestopt. Voor de eerste keer in de geschiedenis werd er een gebouw ontworpen, dat volledig was ingericht om er alle disciplines die met de conservatie van het artistiek patrimonium te maken hadden in onder te brengen.
Na de dood van directeur Paul Coremans in 1965 nam René Sneyers gedurende zeven jaar de opvolging ad interim waar, voordat hij in 1972 definitief tot directeur van het KIK werd benoemd. Door de taalwet bestuurszaken van 1966 op het taalgebruik in de administratie kon tot 1977 geen nieuw personeel worden aangeworven. Deze maatregel stond ook het goed functioneren van het instituut voor een deel in de weg wat voor Sneyers bijzonder moeilijk werken was.
In 1983 ging hij met pensioen en minder dan een jaar later overleed hij onverwacht. Gedurende 36 jaar en vooral tijdens de 18 jaar dat hij directeur was, heeft hij zich volledig toegelegd op de ontwikkeling van het KIK.